# Moses Malone
Moses Eugene Malone (23 de març de 1955 - 13 de setembre de 2015) fou un jugador de bàsquet estatunidenc que jugà 21 temporades a l'NBA. Moses és al Naismith Memorial Basketball Hall of Fame. Va triomfar tant a l'American Basketball Association com a la National Basketball Association.

## Biografia
Format en el Petersburgh High de Virgínia, Malone va sol·licitar el seu ingrés a la universitat de Maryland però va ser escollit al draft de la ABA l'any 1974, la qual cosa el va portar a enrolar-se als Utah Stars. Amb això Malone es convertia en un dels primers jugadors a fer el salt des de l'institut al bàsquet professional sense passar per el ‘college’.
Encara que no va conquerir el títol de millor debutant de la temporada, aviat es convertiria en una potència rebotejadora. Després de dos anys a la ABA accediria a l'NBA de la mà dels Houston Rockets, amb els quals consolidaria el seu joc sobre la base de la solidesa i constància en rebot i anotació.
De caràcter introvertit i tímid, alguns el veien com un tipus distant, tot i que amb els anys va anar guanyant experiència en el tracte amb l'entorn mediàtic de la lliga. En la pista era on ell es sentia més segur de si mateix i més dominador. Els seus progressos el van portar a aconseguir el guardó de MVP de la lliga en 1979 i dos anys després va portar als Rockets a les finals contra els Celtics de Larry Bird. Va portar la sèrie als sis partits però al final els Celtics van acabar imposant el seu gran talent.
Els Sixers, una de les potències de l'època, van pensar en ell com la peça que els faltava per arribar a la ‘terra promesa’ del títol, i el van contractar l'any 1982. Al costat de Julius Erving, Maurice Cheeks, o Bobby Jones va completar un elenc de figures de primer nivell que no va tenir problemes a liderar amb el seu feroç i tenaç joc sota els taulells.
Amb Malone els Sixers van guanyar el títol amb gran autoritat l'any 1983 i Moses va ser triat MVP de les sèries finals. Després del seu campionat va seguir sent un jugador dominador gairebé fins a la seva retirada. Va passar pels Bullets, Hawks, Bucks, retornant als Sixers i concloent en els Spurs, ja llavors a l'ombra de l'emergent David Robinson...
Va ser tres vegades MVP de l'NBA i membre del "Hall of Fame" de Springfield l'any 2001, amb el que es va fer justícia a una carrera admirable...
Fou triat entre els 50 millors jugadors de la història de la competició.
Va conquerir l'anell de campió amb els Philadelphia 76ers l'any 1983, equip de què en va ser tota una institució.
Malone serà recordat com un dels millors rebotejadors de la història del bàsquet.
Va jugar durant 20 anys en vuit equips i va liderar aquesta categoria a l'NBA en sis ocasions (6 anells).
Va disputar el "All Star" en 12 ocasions. Va finalitzar la seva carrera professional amb 20,6 punts i 12,2 rebots de mitjana per partit.
Els seus 16.212 rebots constitueixen la cinquena millor marca de tots els temps en l'NBA i els seus 27.409 punts el col·loquen en la vuitena posició dels millors anotadors de la història de l'NBA.
El 4 de setembre de 1993 Mo Malone és l'encarregat de la primera cistella inaugural del nou pavelló de Fontajau a Girona.